# Marileen Dogterom

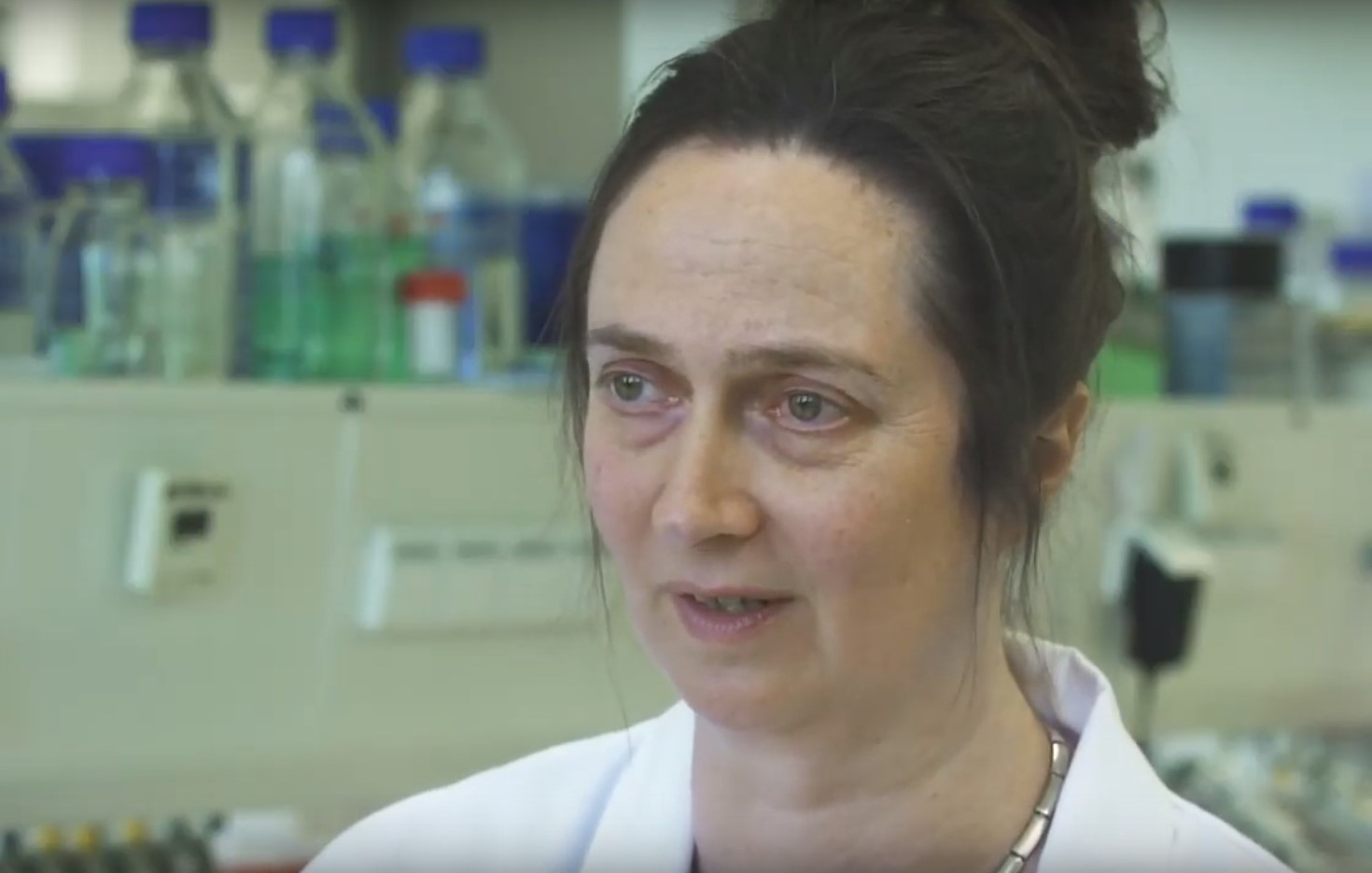
Marileen Dogterom (2019)

Aletta Maria „Marileen“ Dogterom (* 20. November 1967 in Utrecht) ist eine niederländische Biophysikerin (Bionanowissenschaften).

## Karriere
Dogterom erhielt ihr Diplom in Theoretischer Physik an der Universität Groningen, war an der Princeton University und wurde 1994 an der Universität Paris-Süd in Orsay promoviert (Dissertation: Aspects physiques de l'assemblage des microtubules et du fuseau mitotique. Physical aspects of microtubule growth and mitotic spindle formation). Als Post-Doktorandin war sie an den Bell Laboratories. 1997 wurde sie Projektleiterin am Institut für Atom- und Molekülphysik (AMOLF) in Amsterdam, das vom NWO betrieben wird. Sie war dort 2003 bis 2013 Abteilungsleiterin. 2000 wurde sie außerordentliche Professorin an der Universität Leiden, an der sie 2010 eine volle Professur erhielt. 2014 wurde sie Professorin an der TU Delft und ist dort am Kavli Nanolab. 2016 wurde sie Medical Delta Professor mit Lehrstuhl sowohl in Leiden als auch in Delft.

## Forschungsschwerpunkte
Sie befasst sich mit dem  Zytoskelett, das sie im Labor nachzubauen versucht und so auch quantitativ dessen Wirkung zu verstehen. Sie plant in Zusammenarbeit mit anderen Teams die erste künstliche Zelle zu bauen, wobei ihre Gruppe sich dem Zytoskelett widmet.

## Ehrungen und Auszeichnungen
2013 erhielt sie mit Anna Akhmanova einen ERC Synergy Grant. 2015 erhielt sie den niederländischen Physikpreis (jährlich verliehen von der niederländischen physikalischen Gesellschaft). 2013 wurde sie Mitglied der European Molecular Biology Organization (EMBO).
Sie ist Mitglied der Academia Europaea (2015) und der Königlich Niederländischen Akademie der Wissenschaften (2016). 2018 erhielt sie den bedeutendsten niederländischen Wissenschaftspreis, den Spinoza-Preis. Im Jahr 2025 wurde sie als Mitglied der Sektion Physik in die Nationale Akademie der Wissenschaften Leopoldina aufgenommen.